# 梅利亚迪诺-圣菲登齐奥
梅利亚迪诺-圣菲登齐奥（義大利語：Megliadino San Fidenzio），曾是意大利威尼托大区帕多瓦省的一个市镇。总面积15.64平方公里，人口2006人，人口密度128.3人/平方公里（2009年）。国家统计（ISTAT）代码为028051。
2018年2月17日梅利亚迪诺-圣菲登齐奥、萨莱托和阿迪杰河畔圣玛格丽塔三个市镇合并为新的市镇威尼托镇。